# Georgische presidentsverkiezingen 1995
De Georgische presidentsverkiezingen van 1995 vonden plaats op 5 november 1995, tegelijkertijd met de parlementsverkiezingen en waren de eerste verkiezingen onder de nieuwe grondwet van Georgië die in september 1995 was aangenomen. Tevens betekende deze verkiezing de herinvoering van het presidentschap. Deze functie was namelijk in 1992 afgeschaft na de coup tegen de eerste president van Georgië Zviad Gamsachoerdia die werd afgezet. 
Parlementsvoorzitter en staatshoofd Edoeard Sjevardnadze won de verkiezing in de eerste ronde met 74% van de stemmen bij een opkomst van bijna 69% en een deelnemersveld van zes kandidaten.

## Achtergrond
Georgië zat sinds de afzetting van Zviad Gamsachoerdia in januari 1992 zonder president. De coupplegers Tengiz Kitovani en Dzjaba Ioseliani vroegen vervolgens Edoeard Sjevardnadze om de tijdelijke regering te leiden, waarna Sjevardnadze in maart 1992 vanuit Moskou in Tbilisi aankwam en de tijdelijke Staatsraad ging leiden. Zijn eerste opdracht werd nieuwe parlementsverkiezingen organiseren. In aanloop daarnaartoe werd op aandringen van Sjevardnadze de functie van president tijdelijk afgeschaft, waarna hij een directe verkiezing van de parlementsvoorzitter afdwong. Sjevardadze werd vervolgens in oktober 1992 door de Georgische kiezers tot parlementsvoorzitter gekozen. Het nieuwe parlement wees hem daarop formeel aan als staatshoofd. 

### Grondwet
De opdracht voor de nieuwe regering en parlement met een eenmalig verkorte termijn van drie jaar werd het ontwerpen van een nieuwe grondwet. In eerste instantie was de bedoeling deze te baseren op de grondwet die de Democratische Republiek Georgië in 1921 vlak voor haar val nog had aangenomen, maar uiteindelijk werd een geheel nieuwe grondwet gemaakt. Deze werd in augustus 1995 door het parlement aangenomen, vlak voor het einde van de termijn. Het presidentschap werd met deze grondwet weer ingevoerd.

### Woelige jaren
Tussentijds had Georgië te maken gekregen met een burgeroorlog in Abchazië, met honderdduizenden ontheemden als gevolg, en probeerde de afgezette president Gamsachoerdia met zijn aanhang gewapenderhand de macht te heroveren. Op 29 augustus 1995, twee maanden voor de verkiezingen en op de dag dat Sjevardnadze de nieuwe grondwet zou ondertekenen, vond er voor de tweede keer een aanslag plaats op Sjevardnadze. Hij raakte hierbij licht gewond, evenals een aantal andere stafleden en parlementsleden. Een zware autobom werd tot ontploffing gebracht op het moment dat zijn konvooi langs een geparkeerde auto reed op de Roestavelilaan in Tbilisi. Hierbij werden in totaal zes auto's geheel vernield. Sjevardnadze zei na deze aanslag dat "dit de laatste terroristische daad in dit land is. Het hele volk zal opstaan en [de maffia] wegvagen".
De aanslag werd als typerend gezien voor de fragiele politieke situatie in het land, waarbij de hervormingen die Sjevardnadze in had gezet slechts gedeeltelijk op gang kwamen en hij binnenlandse vijanden maakte die hem liever kwijt dan rijk waren. De Europese Unie uitte haar bezorgdheid om het politieke geweld in Georgië naar aanleiding van de aanslag.

### Organisatie
Op 1 september 1995 werd de 'Wet op de verkiezing van de president van de Republiek Georgië' aangenomen, waarmee de randvoorwaarden werden gesteld alsmede de termijn op vijf jaar werd gezet met een limiet van twee termijnen voor dezelfde persoon. De verkiezingen konden niet worden gehouden in Abchazië en grote delen van Zuid-Ossetië omdat de Georgische autoriteiten er geen gezag meer over uitoefenden. Vluchtelingen uit beide gebieden mochten hun stem uitbrengen in het district waar ze tijdelijk verbleven. Inwoners van de delen van Zuid-Ossetië die niet onder Georgisch gezag stonden in Georgisch gecontroleerde dorpen terecht in de regio.

## Kandidaten
De verkiezingsautoriteiten registreerden zes kandidaten voor het presidentschap. Naast het staatshoofd Sjevardnadze waren de belangrijkste en opvallendste de laatste communistische leider van de Georgische Sovjetrepubliek, parlementslid Dzjoember Patiasjvili en de leider van de Verenigde Communistische Partij van Georgië, Sovjet-generaal-majoor Panteleimon Giorgadze. Deze laatste was de vader van de hoofdverdachte van de aanslag op Sjevardnadze, de voormalige minister van Staatsveiligheid Igor Giorgadze. De andere drie kandidaten maakten geen kans en leken meer voor persoonlijke eer mee te doen.
Panteleimon Giorgadze was in oppositie tegen het beleid van Sjevardnadze. Hij wilde het communisme weer invoeren. Patiasjvili, die verantwoordelijk was voor het neerslaan van de anti-Sovjet-demonstratie in Tbilisi in april 1989, voerde campagne met de slogan "Alles voor het volk, niet de overheid", en was kritisch op de hervormingen onder Sjevardnadze. Hij riep op tot een bevriezing van de privatisering en herverdeling van land totdat "maffia-elementen" waren geëlimineerd.

### Peilingen
Volgens peilingen in midden oktober 1995 kon Sjevardnadze rekenen op bijna 55% steun, Patiasjvili op 17% en de overige vier kandidaten ongeveer 3-4%. De populariteit van Sjevardnadze steeg na de aanslag op hem.

## Resultaten
Parlementsvoorzitter en staatshoofd Edoeard Sjevardnadze claimde op de verkiezingsavond de overwinning en zei daarbij “Ik heb geprobeerd de mensen te verenigen. Als rond zeventig procent is verenigd rond één idee, ben ik gelukkig”. Hij kreeg alleen concurrentie van Dzjoember Patiasjvili, maar Sjevardnadze won de verkiezing in de eerste ronde met 74% van de stemmen, terwijl Patiasjvili 19,6% van de stemmen kreeg. De overige kandidaten behaalden een marginaal aantal stemmen.

### Inauguratie
De beëdigingsceremonie vond op 26 november 1995 plaats, buiten op de trappen van het parlement van Georgië in hoofdstad Tbilisi, en werd gevolgd door een militaire parade. In zijn toespraak verklaarde Sjevardnadze onder meer dat de transformatie van de oude totalitaire sociaal-economische inrichting naar een nieuw sociaal-economisch systeem het belangrijkste strategische doel werd voor zijn termijn, alsmede "de echte vestiging van democratie en vrijheid". Verder sprak hij over het oplossen van etnisch-politieke conflicten en het herstel van de Georgische territoriale integriteit als zijn belangrijkste zorgen. 
Volgens hem zou Georgië een federale staatsinrichting moeten hebben, waarbinnen Abchazië een federatief onderdeel zou zijn, met een eigen grondwet die verenigbaar zou zijn met die van de federale staat. De onmiddellijke terugkeer van de interne (Georgische) vluchtelingen naar Abchazië en de bepaling van de status van Abchazië zou volgens hem direct moeten plaatsvinden op basis van dialoog en bilaterale onderhandelingen. Hij sprak zijn vertrouwen uit dat de Verenigde Naties en de Russische Federatie "hun missies voor het afdwingen van vrede en stabiliteit in de regio" zullen blijven uitvoeren.
|                                  | Edoeard Sjevardnadze         | Burgerunie van Georgië                      | 1.589.909 | 74,04 |
|                                  | Dzjoember Patiasjvili        | Onafhankelijk                               | 414.303   | 19,58 |
|                                  | Akaki Bakradze               | Ilja Tsjavtsjavadze Genootschap             | 31.350    | 1,48  |
|                                  | Panteleimon Giorgadze        | Verenigde Communistische Partij van Georgië | 10.697    | 0,50  |
|                                  | Kartlos Garibasjvili         | Onafhankelijk                               | 10 023    | 0,47  |
|                                  | Roin Liparteliani            | Agrarische Partij van Georgië               | 7.948     | 0,37  |
| Totaal                           | Totaal                       | Totaal                                      | 2.064.230 |       |
|                                  |                              |                                             |           |       |
| Subtotaal                        | Subtotaal                    | Subtotaal                                   | 2.064.230 |       |
| Ongeldige stemmen                | Ongeldige stemmen            | Ongeldige stemmen                           | 57.280    | 2,68  |
| Totaal aantal stemmen            | Totaal aantal stemmen        | Totaal aantal stemmen                       | 2.121.510 |       |
| Totaal deelnemers verkiezing     | Totaal deelnemers verkiezing | Totaal deelnemers verkiezing                | 2.139.369 | 100   |
| Kiesgerechtigden / opkomst       | Kiesgerechtigden / opkomst   | Kiesgerechtigden / opkomst                  | 3.106.557 | 68,87 |
| Bronnen: CESKO, OVSE PA, Nohlen. |                              |                                             |           |       |

## Verkiezingswaarneming
Het Bureau voor Democratische Instellingen en Mensenrechten van de OVSE werd door de Georgische regering gevraagd de verkiezingen waar te nemen. Het stuurde in totaal 75 waarnemers uit 18 lidstaten die zowel de presidents- als de parlementsverkiezingen observeerden. De parlementaire assemblee van de OVSE stuurde een delegatie van negen waarnemers. Daarnaast waren ook lokale NGOs actief in het waarnemen van de verkiezingen, waarvan International Society for Fair Elections and Democracy (ISFED) de belangrijkste was. Deze organisatie was in 1995 opgericht en zette circa 1000 lokale waarnemers in.

### Conclusies
De OVSE oordeelde over het algemeen positief over de verkiezingen, en stelde dat de campagne in een "relatief open sfeer" plaatsvond. Ook loofde het de herzieningen in de verkiezingswet die bijdroegen aan een "gevoel van transparantie, wat het vertrouwen van het publiek in de resultaten deed toenemen". De waarnemers waren al met al tevreden met de organisatie en de gang van zaken in de stembureaus. Ze  zeiden dat de verkiezingen een "belangrijke stap in de totstandkoming van een democratisch proces in Georgië" waren. 
Niettemin werden er enkele kleine onregelmatigheden geconstateerd, waaronder kiezers die meer stembiljetten bij zich hadden dan wettelijk toegestaan, dat er met meerdere personen in het stemhokje werd gestaan, en een aantal stembureaus die overbevolkt waren waardoor het voor de leiding moeilijk was overzicht te houden op de gang van zaken. Al met al werden deze zaken te gering in aantal geacht om van invloed te zijn. Wel werd Adzjarië als een bovengemiddeld problematisch gebied geïdentificeerd. Over de campagne kregen de waarnemers meerdere klachten dat Sjevardnadze buitensporig veel nieuwsaandacht en redactionele berichtgeving kreeg wat suggereerde dat er sprake was van een ongelijk informatie speelveld. De overige presidentskandidaten hadden onevenredig weinig aandacht in de media.
Het Amerikaanse NDI was positief in haar beoordeling over de aanloop naar de verkiezingen, en stelde in haar conclusies dat "gebrek aan financiële middelen en gebrekkige communicatie een grotere bedreiging vormden voor het verloop van de verkiezingen dan het vooruitzicht van systematische fraude".